# Operativo Intercepción
Operación Intercepción fue una medida antidrogas anunciada por el presidente Richard Nixon a las 2:30 p. m. el domingo 21 de septiembre de 1969 como resultado de una parada cerca de los cruces fronterizos entre México y los Estados Unidos. La iniciativa tenía por objeto reducir la entrada de México de marihuana a los Estados Unidos en un momento en que se le consideraba que era la temporada de su primera cosecha.
La política fue instituida como un movimiento de sorpresa, aunque el presidente Nixon había dado al Presidente de México Gustavo Díaz Ordaz alguna advertencia previa cuando se reunieron el 8 de septiembre de 1969 para dedicar la inauguración del cruce fronterizo internacional de Presa de la Amistad. El esfuerzo que suponía una mayor vigilancia de la frontera desde el aire y el mar, pero la mayor parte de la política fue la inspección individual, con el mandato de una duración de tres minutos, de todos los vehículos que cruzaran a los Estados Unidos desde México. Debido a las quejas de los viajeros transfronterizos, y del Presidente de México Gustavo Díaz Ordaz, la búsqueda de vehículos se redujo después de 10 días y completamente se abandonó después de 20 días.
La Administración Nixon creía que había logrado en gran medida su objetivo de fomentar el gobierno mexicano para iniciar un esfuerzo por frenar la producción de drogas doméstica.